# 脱泼语
脱泼语或黑夫拉语是云南省夫拉族使用的一种濒危彝语。在500名民族人口外有约200名使用者。分布在广南县东部以下2个村：
- 珠琳镇中寨村坝彩[3]
- 者兔乡者妈村新寨[4](在壮语语区旁边)